# Камати, Чарльз
Чарльз Ваверу Камати (род. 18 мая 1978, Ньери, Кения) — кенийский бегун на длинные дистанции. 

## Биография
Родился в 1978 году в городе Ньери, Кения. По национальной принадлежности относится к народности кикуйю.

## Спортивная карьера
Начал заниматься бегом в 1995 году. В 1997 году Камати отправился выступать за клуб Toyota в Японии, но был вынужден вернуться домой только через несколько дней из-за тендинита, и Toyota заменила его на Саймона Майну. 3 сентября 1999 года он совершил прорыв на международной арене, выиграв забег на 10000 метров на соревнованиях Memorial Van Damme в Брюсселе с результатом 26:51.49, что стало пятым лучшим временем в истории и самым быстрым временем в мире в 1999 году.
После этого он вышел на европейскую трассу кросса и трижды обошел многократного чемпиона мира Пола Тергата, одержав победы на кроссах Almond Blossom, Cross Internacional de Itálica и Cinque Mulini. 
Стал чемпионом мира 2001 года на дистанции 10 000 метров. Бронзовый призёр чемпионата мира по кроссу 2001 года. Чемпион Африки 2004 года в беге на 10 000 метров. В 2008 году занял третье место на Роттердамском марафоне с результатом 2:07.33 и третье место на Берлинском марафоне с результатом 2:07.48. Чемпион Эйндховенского марафона 2010 года. Принимал участие в Олимпийских играх 2004 года в Афинах где занял 13-е место на 10 000 метров.

## Личная жизнь
Чарльз работает полицейским в должности капрала. 